# Кісниця
Кі́сниця — село в Україні, у Городківській сільській громаді Тульчинського району Вінницької області. Населення становить 325 осіб. До 2020 орган місцевого самоврядування — Кісницька сільська рада.

## Географія
Через село тече річка Кусниця, що впадає у річку Марківку, ліву притоку Дністра.

## Назва
На мапі 1650 року Гійома де Боплана село Кісниця називається Kouzzenicze, а річка Марківка іменується Kouczeniecze, а село Велика Кісниця — Kouczeniecz. У праці Костянтина Тищенка «Слід тунгусів, маньчжурів і монголів в топоніміці України» відзначається, що KOUCZENicze — «від маньч». Хуǯу — «кланятися в землю». Тобто, назва села збереглася з часів Золотої Орди, хоча пізніше виникла легенда про село, що нібито воно збудоване «на кістках» — Кісниця.

## Історія
У 1628 році село як маєток набув від Остафія Шашкевича князь Степан Святополк-Четвертинський.
7 (20) листопада 1917 року, відповідно до Третього Універсалу Української Центральної Ради, увійшло до складу Української Народної Республіки.
Нині в селі функціонує сільськогосподарське приватне підприємство «Кісниця», що спеціалізується на вирощування зернових культур (крім рису), бобових культур та насіння олійних культур.
12 червня 2020 року, відповідно до Розпорядження Кабінету Міністрів України від  № 707-р «Про визначення адміністративних центрів та затвердження територій територіальних громад Вінницької області», увійшло до складу Городківської сільської громади.
19 липня 2020 року, в результаті адміністративно-територіальної реформи та ліквідації Крижопільського району, село увійшло до складу Тульчинського району.

## Пам'ятки, пам'ятники
На роздоріжжі за селом виявлені руїни мусульманського мавзолею XIII століття, тобто ще з часів Золотої Орди. Цю напівзруйновану будівлю місцеві здавна називають «турецькою вежею». В її основі — масивний шестикутник з каменів, які ретельно підігнані один до одного. Є два входи і виходи та чотири «вікна». Вхід та вихід зорієнтовані на південь та захід. Вгорі — залишки купола.